# Yoriyasu Arima
 (décembre 2023).
Si vous disposez d'ouvrages ou d'articles de référence ou si vous connaissez des sites web de qualité traitant du thème abordé ici, merci de compléter l'article en donnant les références utiles à sa vérifiabilité et en les liant à la section « Notes et références ».
Le comte Yoriyasu Arima (有馬 頼寧), né le 17 décembre 1884 à Tokyo au Japon et décédé d'une pneumonie à l'âge de 72 ans le 9 janvier 1957, est un homme politique japonais marié à la fille du prince Tsunehisa Takeda.

## Biographie
Fils d'un ancien daimyo du domaine de Kurume (actuelle préfecture de Fukuoka), Arima est né à Tokyo en 1884. Il étudie l'agronomie à l'université impériale de Tokyo avant d'y devenir professeur. 
Intéressé par les réformes agraires et les idées politiques radicales, il fonde l'union des agriculteurs du Japon (Nihon Nomin Kumiai) avec Toyohiko Kagawa. Il s'implique dans plusieurs programmes sociaux comme la création et le financement d'une école de nuit, l'éducation des femmes et les droits des fermiers et des burakumin. Il est nommé président d'une association culturelle chargée d'améliorer l'éducation et l'accès à la culture dans les zones rurales.
Arima est élu à la chambre des représentants de la Diète du Japon en 1924, sous la bannière du Rikken Seiyūkai. En 1929, il hérite du titre de comte (hakushaku ) par son père et entre à la Chambre des pairs du Japon.
Arima devient un proche de Fumimaro Konoe et lorsque celui-ci est nommé premier ministre en 1937, il fait d'Arima son ministre de l'Agriculture, des Forêts et de la Pêche. Arima participe également à l'association de recherche Shōwa, une société intellectuelle.
En 1936, Arima aide à fonder l'équipe de baseball des Sénateurs de Tokyo et fait construire un stade de baseball à l'emplacement de l'actuel stade Korakuen (en) à Tokyo. Malgré les pressions de l'armée japonaise pour bannir les « sports occidentaux », Arima les soutient durant la Seconde Guerre mondiale et aide à relancer le baseball professionnel au Japon après le conflit.
En 1940, Arima prend la tête de l'association de soutien à l'autorité impériale mais démissionne cinq mois plus tard à cause de l'opposition de la faction militariste au sein du gouvernement. 
Après la guerre, il s'implique dans le développement des courses hippiques et est l'un des fondateurs de l'hippodrome de Nakayama où se tient la course la plus populaire du Japon, l'Arima Kinen, qu'il a créée et à qui on a donné son nom. Il meurt d'une grave pneumonie en 1957. La course Arima Kinen est nommée en son honneur.

## Source de la traduction
- (en) Cet article est partiellement ou en totalité issu de l’article de Wikipédia en anglais intitulé « Yoriyasu Arima » (voir la liste des auteurs).